# Список тепловых электростанций Украины
В списке перечисляются тепловые электростанции Украины.
Установленная мощность и структура собственности электростанций приводится в соответствии с официальной информацией генерирующих компаний.
По данным Государственного предприятия «Национальная энергетическая компания „Укрэнерго“» — системного оператора Объединенной энергосистемы Украины — на конец 2016 года суммарная установленная электрическая мощность электростанций Украины (без учёта станций в Крыму) составляет 56 170 МВт, из которых 34 180 МВт (или 60,9 %) — тепловые электростанции.
Список поделён на два раздела в соответствии с принятой в украинской энергетике классификацией: ТЭС (крупные конденсационные электростанции, соответствующие российскому понятию ГРЭС) и ТЭЦ (теплоэлектроцентрали). Внутри раздела элементы списка сортированы по убыванию величины установленной мощности.
Тепловая генерация Украины представлена шестью основными компаниями. Пять из них являются частными: ООО «ДТЭК Востокэнерго», ПАО «ДТЭК Днепроэнерго», ПАО «ДТЭК Западэнерго», ПАО «Киевэнерго» и «Донбассэнерго». Приватизация «Центрэнерго», запланированная на 2013 год, была отложена на неопределенный срок из-за пожара на Углегорской ТЭС в марте 2013 года.
ООО «ДТЭК Востокэнерго», ПАО «ДТЭК Днепроэнерго», ПАО «Киевэнерго» и ПАО «ДТЭК Западэнерго» входят в состав ДТЭК — крупнейшей энергетической компании Украины, входящей в состав финансово-промышленной группы «Систем Кэпитал Менеджмент» (СКМ), акционером которой является Ринат Ахметов.

## Действующие ТЭС
На конец 2016 года суммарная установленная мощность ГРЭС составляла 27 703 МВт.
На начало 2025 года уничтожены:
- Змиевская ТЭС, ракетный удар по Украине 22 марта 2024 года
- Трипольская ТЭС, разрушение Трипольской ТЭС
- Кураховская ТЭС, бои за Курахово

## Действующие ТЭЦ

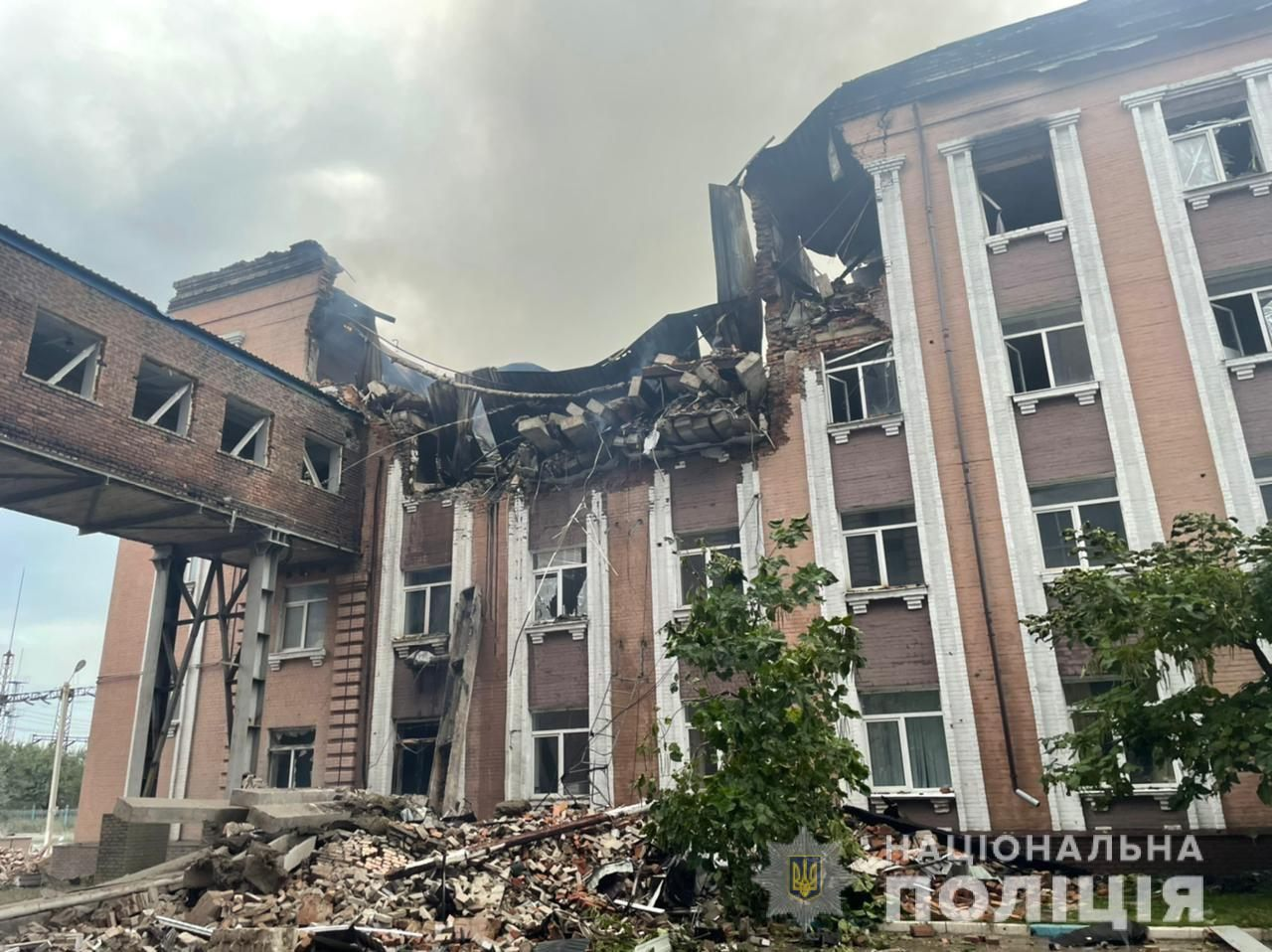
Славянская ТЭС (Донецкая область) после российского обстрела 17 сентября 2022 года во время вторжения российских войск в Украину (ещё фото)

По данным Укрэнерго на конец 2016 года суммарная установленная мощность ТЭЦ и станций промпредприятий составляла 6 477 МВт.
| №  | Название                                     | Установленная мощность, МВт | Собственник                                                           | Основное топливо    | Регион                    | Источники |
| -- | -------------------------------------------- | --------------------------- | --------------------------------------------------------------------- | ------------------- | ------------------------- | --------- |
| 16 | Киевская ТЭЦ-6                               | 750                         | Киевэнерго                                                            | природный газ       | Киевская область          | ✓         |
| 17 | Киевская ТЭЦ-5 (укр. Київська ТЕЦ-5)         | 700                         | Киевэнерго                                                            | природный газ       | Киевская область          | ✓         |
| 18 | Харьковская ТЭЦ-5 (укр. Харківська ТЕЦ-5)    | 540                         | ПАО «Харьковская ТЭЦ-5»                                               | природный газ       | Харьковская область       | ✓         |
| 19 | ТЭЦ АрселорМиттал Кривой Рог                 | 274                         | ПАО «АрселорМиттал Кривой Рог»                                        | природный газ       | Днепропетровская область  | ✓         |
| 20 | Северодонецкая ТЭЦ                           | 260                         |                                                                       | природный газ       | Луганская область         |           |
| 21 | Кременчугская ТЭЦ (укр. Кременчуцька ТЕЦ)    | 255                         | ПАТ «Полтаваобленерго»                                                | природный газ       | Полтавская область        | ✓         |
| 22 | Днепровская ТЭЦ (укр. Дніпровська ТЕЦ)       | 246,4                       | ПАТ «Дніпровська ТЕЦ»                                                 | природный газ       | Днепропетровская область  | ✓         |
| 23 | Черниговская ТЭЦ (укр. Чернігівська ТЕЦ)     | 210                         | КОМУНАЛЬНЕ ПІДПРИЄМСТВО «ТЕПЛОКОМУНЕНЕРГО» ЧЕРНІГІВСЬКОЇ МІСЬКОЇ РАДИ | уголь               | Черниговская область      | ✓         |
| 24 | Калушская ТЭЦ (укр. Калуська ТЕЦ)            | 200                         | ГПВД «Укринтеренерго»                                                 | уголь               | Ивано-Франковская область | ✓         |
| 25 | Черкасская ТЭЦ (укр. Черкаська ТЕЦ)          | 200                         |                                                                       | уголь               | Черкасская область        | ✓         |
| 26 | Дарницкая ТЭЦ                                | 160                         |                                                                       | уголь марки АШ      | Киевская область          | ✓         |
| 27 | Эсхаровская ТЭЦ-2 (укр. ТЕЦ-2 «Есхар»)       | 150                         | ТОВ «ДВ нафтогазовидобувна компанія»                                  | уголь               | Харьковская область       | ✓         |
| 28 | Белоцерковская ТЭЦ (укр. Білоцерківська ТЕЦ) | 120                         |                                                                       | мазут/природный газ | Киевская область          | ✓         |
| 29 | Шосткинская ТЭЦ (укр. Шосткінська ТЕЦ)       | 115                         | ТОВ «ШП» «Харківенергоремонт»                                         | природный газ       | Сумская область           | ✓         |
| 30 | Херсонская ТЭЦ (укр. Херсонська ТЕЦ)         | 80                          |                                                                       | природный газ       | Херсонская область        | ✓         |
| 31 | Львовская ТЭЦ (укр. Львівська ТЕЦ-1)         | 68                          |                                                                       | природный газ       | Львовская область         |           |
| 32 | Одесская ТЭЦ (укр. Одеська ТЕЦ)              | 68                          |                                                                       | природный газ       | Одесская область          | ✓         |
| 33 | Сумская ТЭЦ                                  | 40                          | ТОВ «Сумитеплоенерго»                                                 | уголь               | Сумская область           | ✓         |
| 34 | Николаевская ТЭЦ (укр. Миколаївська ТЕЦ)     | 40                          |                                                                       | природный газ       | Николаевская область      | ✓         |
| 35 | Ахтырская ТЭЦ                                | 12,75                       | ТОВ «Брок-енергія»                                                    | природный газ       | Сумская область           | ✓         |
| 36 | Зуевская ЭТЭЦ                                | 12                          |                                                                       |                     | Донецкая область          |           |

1. ↑  Электростанция является частью Бурштынского энергоострова, который работает в объединённой европейской энергосистеме ENTSO-E, изолированной от ОЭС Украины.